# Hvirlå
Hvirlå är ett vattendrag i Sønderjylland i Danmark. Det ligger i Region Syddanmark, i den sydvästra delen av landet, 250 km väster om Köpenhamn.
Ån bildas sydväst om Rødekro och flyter mot sydväst. Vid Store Emmerske nordöst om Tønder flyter Hvirlå samman med Arnå och bilder Vidå. 